# Saint-Ulrich
Saint-Ulrich (Sankt Ulrich in tedesco) è un comune francese di 310 abitanti situato nel dipartimento dell'Alto Reno nella regione del Grand Est.

## Società

### Evoluzione demografica
Abitanti censiti